# Robert W. Oliver
Mons. Robert W. Oliver (* 7. dubna 1960, New York) je americký římskokatolický kněz a sekretář Papežské komise pro ochranu nezletilých.

## Život
Narodil se 7. dubna 1960 v New Yorku.
Studoval na Papežské gregoriánské univerzitě v Římě kde získal titul z ekleziologie a na Americké katolické univerzitě kde získal doktorát z kanonického práva.
Roku 1997 se stal profesorem teologie a kanonického práva v Semináři sv. Jana v Bostonu.
Dne 27. května 2000 byl vysvěcen na kněze.
V letech 2002-2005 byl asistentem generálního vikáře arcidiecéze Boston. Od roku 2002 do roku 2012 byl také promotorem víry či církevním soudcem v několika amerických diecézích.
Roku 2004 se stal děkanem studentů Semináře sv. Jana, který byl až do roku 2007. Později se stal profesorem kanonického práva na Americké katolické univerzitě.
Dne 22. prosince 2012 jej papež Benedikt XVI. jmenoval promotorem víry Kongregace pro nauku víry, nahradil tím Charlese Jude Sciclunu který se stal pomocným biskupem arcidiecéze Malta.
Dne 10. září 2014 jej papež František jmenoval sekretářem Papežské komise pro ochranu nezletilých.